# 庫哈諾辛山
庫哈諾辛山，又名吳娃諾信山，為臺灣中央山脈南段著名高山關山北側的高峰，海拔3,115公尺（3114.832公尺），設有三等三角點編號7534、二等衛星點S634，台灣百岳排名第85，九偏之一，位於高雄市桃源區梅山里南部，玉山國家公園西南角，中央山脈南段主脊關山北側分出往北再轉西北約3公里處的支脈上，是南橫三星最西岳。南側連接中央山脈主脊，主脊續往西南連接關山及南一段群峰，主脊往東北則是塔關山、關山嶺山、向陽山等百岳名山。

## 名稱
中文山名「庫哈諾辛山」乃音譯自布農語原文布農語：，其中意為「燕子」，字首前綴意為「像……一樣」，而另一名稱「吳娃諾信山」則是音譯自梅山郡社群布農語稍有變音為，日治時自1914年製版的《蕃地地形圖》以後均標示此山為「 (Uhanoshin)山」。

## 簡介
關山與南橫之間的中央山脈主脊稜線崩斷，有著名的關山大斷崖，尤以恐龍塔–鷹子嘴地形極為破碎，一般登山隊多選擇避開，改由庫哈諾辛山方面進入。自南橫於1972年10月31日通車，隨後利用伐木小徑從進涇橋的登山步道開闢後，庫哈諾辛山成為數小時即可來回的「郊山化高山」，自南橫大關山隧道西口往西約8公里，即台20線132K附近的庫哈諾辛山、關山進涇橋登山口進入，行走登山步道往西登上庫哈諾辛山支稜的庫哈諾辛山屋，由此往西北前往庫哈諾辛山，或往南接上中央山脈主脊攀登關山。2009年莫拉克颱風南橫柔腸寸斷崩毀封閉，亦有登山隊由北側布農族抗日基地玉穗社對岸中之關古道的南橫124K中之關駐在所縱走北支稜，或南橫130.3K天池縱走東北支稜前往。